# Vaiva Vo
Pour l’article homonyme, voir Vaiva.
Vaiva Vo est une census-designated place du comté de Pinal, dans l'État de l'Arizona, aux États-Unis. En 2020, elle compte une population de 93 habitants.